# تریانون
تریانون (انگلیسی: Trianon) ساختمان اداری تجاری ۴۵ طبقه مستقر در شهر فرانکفورت است، که پروژه ساخت آن در سال ۱۹۹۰ آغاز شد و در سال ۱۹۹۳ به بهره‌برداری رسید.